# 레 민제
레 민제(베트남어: Lê Mẫn Đế / 黎愍帝, 1765년 ~ 1793년)는 대월 후 레 왕조의 제28대 황제(재위: 1786년 ~ 1789년)이다. 본명은 레주이키엠(베트남어: Lê Duy Khiêm / 黎維 여유겸)인데, 즉위 뒤 레주이끼(베트남어: Lê Duy Kỳ / 黎維祁 여유기)로 개명하였다.
레 현종의 손자이자 황태자 레주이비의 아들이다. 즉위 뒤 연호를 찌에우통(베트남어: Chiêu Thống / 昭統 소통)으로 고쳐서 후세 사람들에게 소통제(昭統帝), 레찌에우통(베트남어: Lê Chiêu Thống / 黎昭統 여소통)으로 불리기도 한다.

## 생애

### 즉위 이전

#### 감옥에서 유년기를 보내다
민제는 황태자 레주이비와 계비(繼妃) 응우옌씨 소생의 아들이다. 《대월사기전서속편(大越史記全書續編)》에 따르면 레주이비는 '하늘이 내린 풍채가 수려하고, 영민하고 슬기로움이 어른스럽다[天生豐姿秀麗、英睿夙成]'라는 평가를 받았다. 찐 주의 찐조아인은 그를 매우 좋아하여 자신의 딸 찐티응옥뉴언(鄭氏玉潤)을 레주이비와 결혼시켰으나, 찐티응옥뉴언은 일찍 죽었다. 찐조아인의 아들 찐섬은 왕세자 시절에 레주이비의 재능을 십분 질투하여 그와의 사이에 틈이 생겼다. 찐섬은 찐조아인의 뒤를 이어 즉위한 뒤 1769년에 레주이비가 찐조아인의 궁인과 사통하였다고 무함하였고, 그를 체포해 투옥한 뒤 폐서인하였다. 민제와 두 동생 레주이따(黎維䄂), 레주이찌(黎維祗) 또한 모두 수감되었다. 레주이비의 동생 레주이껀이 레주이비를 대신해 황태자 자리를 대신하였다.
레주이비의 문객들은 이러한 일에 대해 매우 분노하였다. 쩐쫑럼(陳仲林), 응우옌흐우먼(阮有玟) 등 14명은 몰래 레주이비를 구출해 낼 계획을 꾸몄고, 이어 황태자의 명의를 빌려 천하에 찐 주에 대항할 것을 호소하고자 했다. 그러나 음모는 팜후이딘(范輝琔)에게 발각되었고, 그는 이 사건을 찐섬에게 보고하였다. 찐섬은 마침내 레주이비를 교살하도록 했고, 또한 쩐쫑럼 등 14명을 모두 저자에서 참수하였다. 이어 황제인 현종을 위협해 레주이비의 생모인 황후 쩐씨(陳氏)의 휘호(徽號)를 폐지하게 했다.
이후 민제 삼형제는 폐태자 역당의 친속이라는 이유로 옥에 13년 동안 계속 갇히게 되었다. 1782년, 찐 주에 내란이 발생하여 삼부군(三府軍)이 찐깐을 살해하고 찐똥을 옹립하였다. 삼부군은 감옥을 공격해 들어가 민제 삼형제를 석방시키고 맞이하여 내전으로 돌아가게 했다. 후 레 왕조의 대신들은 황장손이 돌아왔다는 소식을 듣고 분분히 표를 올려 황장손을 후사로 삼을 것을 청하였다. 찐똥 또한 이에 동의해 민제로 하여금 현종의 뒤를 잇도록 하였다. 이에 현종은 레주이껀을 폐위하여 숭양공(崇讓公)으로 봉하고 민제를 황사손(皇嗣孫)으로 세우니, 이때 민제의 나이 17세였다.

#### 황사손 시기의 정국
민제가 태손이 되었을 때 삼부군은 교만과 횡포가 심하여 백성의 거주지에 수시로 소요를 일으켰고, 찐똥은 이를 제어하기 어려웠다. 찐똥의 측근인 응우옌칸(阮侃), 즈엉쿠옹(楊匡), 응우옌찌엠(阮霑) 등은 삼부군의 행위를 억제하고자 음모를 꾸몄으나 삼부군에 의해 발각되었다. 1784년, 삼부군은 반란을 일으켜 찐 주의 부(府)로 공격해 들어가 응우옌찌엠을 죽였다. 즈엉쿠옹은 왕태비인 즈엉티응옥호안(楊氏玉歡)의 동생이었으므로 왕태비가 재삼 간구하여 죽음을 면할 수 있었다. 응우옌칸과 그의 동생 응우옌디에우(阮條), 석군공(碩郡公) 호앙풍꺼(黃馮基)는 병사를 일으키기로 약속하였으나 찐똥이 삼부군에 의해 부중에 연금되자 결국 중지하였다.
당시 삼부군 때문에 혼란이 발생한데다 북하(北河) 지역에 황재(蝗災)와 기아가 발생하자 농민들의 봉기가 사방에서 일어났다. 북하 지역의 정국은 더욱 혼란해졌다.
1786년, 떠이선 왕조의 지도자 응우옌냑이 북하 지역에 대란이 발생한 것을 알고 동생인 응우옌후에를 파견해 투언호아(順化)를 공격하게 하였다. 투언호아의 수장(守將) 팜응오꺼우(范吳俅)는 방비를 하지 않았으므로 대패하고 투항하였고, 부장인 호앙딘테(黃廷體), 응우옌쫑당(阮仲璫)은 전사하였다. 응우옌후에는 투언호아를 점령한 뒤 응우옌흐우찐(阮有整)의 설득으로 부려멸정(扶黎滅鄭)을 명분삼아 북벌군을 일으켰고, 수도 탕롱을 공격해 들어갔다. 찐똥은 도망치다가 사로잡히자 자살하니 이로써 찐 주는 붕괴하였다.
응우옌후에는 응우옌흐우찐의 건의를 받아들여 현종으로 하여금 친정을 실시하도록 결정했다. 현종은 만수전(萬壽殿)에서 응우옌후에를 접견하였고, 응우옌후에에게 어의(御椅)의 좌측, 즉 원래 찐 주가 앉던 위치에 앉도록 하였으며, 백관의 조하를 받았다. 현종은 또한 9번째 공주 레티응옥헌(黎氏玉昕)을 응우옌후에에게 시집보냈다.

### 즉위

#### 응우옌후에의 지지를 받아 제위를 계승하다
현종은 응우옌후에와 대면한 이튿날에 병으로 세상을 떠났다. 현종의 사망에 관해 《대월사기전서속편》은 다만 갑자기 병이나 세상을 떠나게 된 것이라고만 적고 있다. 반면 《청사고·월남전(越南傳)》에는 현종이 놀라고 두려워한 나머지 죽게 된 것이라고 적고 있다. 레티응옥헌은 황사손인 민제를 매우 싫어해 그를 황제로 만들고 싶지 않았으며, 때문에 응우옌후에에게 계속 민제에 대해 험담하였다. 응우옌후에는 의심스러워서 황사손이 즉위하는 예식을 미루기로 결정했다. 여러 신하들은 이를 괴이하게 여겨 분분히 레티응옥헌을 지탄하였다. 레티응옥헌은 두려워서 할 수 없이 응우옌후에에게 황사손을 황제로 옹립하도록 청했다. 이에 민제는 성명을 레주이끼로 고친 뒤 응우옌후에의 도움을 받아 제위를 계승하였고, 이듬해 연호를 찌에우통으로 고쳤다.
응우옌냑은 응우옌후에가 승세를 타고 탕롱을 공격해 들어갔다는 소식을 듣고 그가 북하 지역에서 할거할 것을 두려워해 역시 군사를 이끌고 탕롱으로 갔다. 민제는 백관을 인솔하여 교외로 나가 응우옌냑을 영접하였고, 응우옌냑은 찐 주의 부에 들어가 점거하였다. 그런데 떠이선 군의 향수병이 심하자 응우옌냑과 응우옌후에는 모두 민제의 제위를 승인한 뒤 함께 남하(南河) 지역으로 회군하였다. 응우옌냑의 사위인 부반념은 응우옌흐우찐의 사람됨을 매우 싫어하였으므로 고의적으로 응우옌흐우찐에게 그 사실을 알리지 않았다. 응우옌흐우찐은 떠이선 군이 철군하고 나서 그것을 알았으나 그들은 이미 멀리 떠난 뒤였다. 응우옌흐우찐은 원래 찐 주 휘하의 부장이었으므로, 찐 주의 지지자들은 응우옌흐우찐이 떠나지 않은 것은 반란을 일으키려 하는 것이라고 보아 그를 체포하려고 했다. 응우옌흐우찐은 할 수 없이 탕롱을 떠나 고향으로 돌아갔다.

#### 찐 주의 복벽
떠이선 군이 철군한 뒤 민제는 떠이선 군이 후 레 왕조 미래의 최대 위협이 될 수 있다고 의식하였다. 찐 주의 통치가 비록 무너졌다지만 그 세력은 여전히 컸기 때문에 민제는 급히 찐 주의 지지자들을 불러 탕롱을 보위하도록 했다. 이에 각지에서 분분히 병사를 일으켰고, 북하 지역은 다시 혼란에 빠졌다. 그중 찐조아인의 둘째 아들 서군공(瑞郡公) 찐레(鄭棣)는 오랫동안 왕위를 노리고 있었는데, 찐 주의 구신(舊臣) 쯔엉뚜언(張洵)과 즈엉쫑떼(楊仲濟)의 지지를 받아 자럼현(嘉林縣)에서부터 탕롱으로 들어가 점거하였고, 자립하여 찐 주가 되었다. 민제는 그가 자립했음을 듣고 사신을 보내 이를 책망하였으나, 오히려 즈엉쫑떼는 민제의 조서를 찢어 버리고 모욕을 가하였다. 이에 민제는 크게 노하였다.
이와 동시에 쯔엉득현(彰德縣)에 은거하던 곤군공(琨郡公) 찐봉 또한 민제에게 표를 올렸는데, 그 언사가 매우 공순하였으므로 민제는 크게 기뻐하며 찐봉에게 탕롱으로 들어와 근왕하라는 명을 내렸다. 이에 찐봉은 향병(鄕兵)을 이끌고 탕롱을 공격해 들어갔고, 찐레를 축출하였다. 민제는 찐봉을 절제수보제영(節制水步諸營), 평장군국중사(平章軍國重事), 곤군공(琨國公)으로 책봉하고 중임을 맡겼다. 다만 이전의 찐 주와 다르게 이때의 정사는 모두 민제가 친히 관리하게 되었다.
연충후(璉忠侯) 딘티엑니으엉(丁錫壤) 또한 조서를 접하고 군사 2만을 이끌고 탕롱에 왔으며, 찐봉을 왕작으로 책봉하라고 요구하는 동시에 대권을 황실로 봉환하는데 승낙하였다. 민제는 이에 동의하고 찐봉을 안도왕(晏都王)으로 책봉하였다. 다만 오래지 않아 딘티엑니으엉이 석군공 호앙풍꺼와 연합해 함께 민제에게 압력을 가하여 대권을 찐봉에게 넘기도록 하였다.
이는 민제로 하여금 크게 불만을 품게 했고, 민제는 비밀리에 응우옌흐우찐을 불러 병사를 일으켜 근왕하도록 하였다. 응우옌흐우찐은 민제의 명령이라고 속이고 수만 명을 불러 모은 뒤 탕롱으로 공격해 들어가 찐봉을 축출하였으며, 찐 주의 부를 불태워 파괴하였다.

#### 응우옌흐우찐이 권력을 독점하다

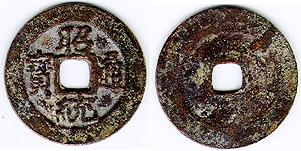
민제가 발행한 소통통보(昭統通寶)

1787년, 민제는 정식으로 연호를 찌에우통으로 고쳤다. 부친인 레주이비를 우종황제(佑宗皇帝)로 추숭하였고, 모친 응우옌티응옥또(阮氏玉素)를 황태후로 높였다. 민제는 문화와 교육을 비교적 중시하여 과거제를 부활시키려고 시도하였고, 그 일환으로 십과취사(十科取士)의 제도를 실시하였으나 시행되지 못하였다. 민제는 또한 응우옌흐우찐의 건의를 받아들여 북하 각지의 사묘(寺廟), 도관(道觀)들을 함부로 수탈하였으며, 그들의 동종을 녹여 소통통보(昭統通寶)를 주조하였다.
응우옌흐우찐은 찐봉을 축출한 뒤 민제에 의해 붕충공(鵬忠公)으로 봉해졌고, 평장군국중사(平章軍國重事)가 가봉되었으며 중임을 맡게 되었다. 찐봉이 축출되었다고는 하나 찐 주의 세력은 여전히 완전 소멸된 것이 아니었으므로 북하 각지의 장수들이 여전히 찐 주를 지지하였다. 딘티엑니으엉은 찐봉을 받들어 잠시 꾸에즈엉현(桂陽縣)에 거주하게 하였으므로 응우옌흐우찐은 대군을 보내 토벌하였으나 이기지 못했다. 이에 찐봉은 남쩐딘(南眞定)으로 물러났고, 팜딘티엔(范廷僐)은 각지에 격문을 돌려 응우옌흐우찐을 토벌할 것을 요구했고, 아울러 탕롱에 있는 부이티뉴언(裴時潤)과 내응하기로 약속했다. 그러나 부이티뉴언은 발각되어 살해당했고, 응우옌흐우찐은 즉시 부장 호앙비엣뚜옌(黃曰選)을 파견해 찐봉을 토벌하게 했다. 찐봉은 대패하고 안꽝(安廣)으로 달아났다. 즈엉쫑떼, 호앙풍꺼 또한 차례로 병사를 일으켜 응우옌흐우찐을 토벌하였지만 모두 패배하고 살해당했다.
그렇게 응우옌흐우찐이 찐 주의 잔여세력을 소멸시킨 뒤로 그의 권세는 날로 커져갔다. 민제는 응우옌흐우찐을 시기하기 시작해 내한(內翰)인 레쑤언찌(黎春治), 응오비꾸이(吳爲貴) 등과 함께 응우옌흐우찐을 불러 입궁한 뒤 일을 논의하다가 틈을 타 독살하고자 음모를 꾸몄으나, 내한 부찐(武楨)이 권하여 그만두었다. 하지만 응우옌흐우찐은 그 음모를 알았고, 이 때문에 응우옌흐우찐과 민제 사이의 틈이 드러나 응우옌흐우찐은 이후로 다시는 조정에 나가지 않았다. 응우옌흐우찐은 동시에 토목 공사를 크게 일으켜 자신의 부저(府邸)를 건설하였으며, 그의 권세는 찐 주와 맞먹게 되었다.

### 나라를 두 번 잃다

#### 응우옌후에의 북벌과 민제의 도주
응우옌후에는 응우옌흐우찐이 벌인 일련의 행위를 모두 알게 되었다. 이전에 응우옌후에가 남쪽으로 회군할 때 별장(別將)인 응우옌주에(阮裔)를 남겨 응에안(乂安)을 진수하게 한 적이 있었다. 응우옌주에는 은밀히 다른 뜻을 품고 탕롱의 응우옌흐우찐과 결탁하였다. 응우옌흐우찐은 응에안을 도모할 수 있다고 여겨 쩐꽁싼(陳功燦) 등을 푸쑤언(富春)에 사신으로 보내 응우옌후에에게 응에안을 후 레 왕조에 할양할 것을 요구하였다. 응우옌후에는 크게 노하여 쩐꽁싼 등을 강에 던져 익사시켰다. 이 일이 있은 뒤로 응우옌후에는 응우옌흐우찐을 정치적 기회주의자로 여겨 그의 사람됨을 매우 증오하였다.
이때 응우옌후에는 응우옌흐우찐이 탕롱에서 이루고자 하는 바가 있음을 알고 사신을 보내 응우옌흐우찐이 푸쑤언으로 돌아올 것을 요구하였다. 응우옌흐우찐은 북하 지역의 경내가 편안하지 않음을 이유로 들어 거절하였다. 이에 응우옌후에는 부반념을 보내 응우옌흐우찐을 토벌하게 했고, 민제는 응우옌흐우찐에게 적을 막으라고 명하였다. 부반념은 야밤을 틈타 응우옌흐우찐을 크게 격파하였고, 응우옌흐우찐은 도망쳐 탕롱으로 돌아가 민제 및 태후, 황비, 종실 등 사람들을 데리고 성을 버리고 경북진(京北鎭, 현재의 박닌성)으로 달아났다. 부반념은 군사를 이끌고 추격하여 따라잡았고, 응우옌흐우찐을 사로잡아 살해하였다.
부반념이 탕롱에서 레주이껀을 감국(監國)으로 옹립하자 민제는 찌린현(至靈縣)으로 달아나 응우옌흐우찐의 옛 장수인 호앙비엣뚜옌의 영접을 받아 쩐딘(眞定)에 도착했으며, 쯔엉당꾸이(張登揆)의 집을 행재(行在)로 삼아 회복을 도모하였다. 그러나 오래지 않아 호앙비엣뚜옌이 전투에서 패하고 살해당하자 민제는 여러 곳을 거치다 경북(京北)의 르엉장부(諒江府)로 달아나서 유신(遺臣)들을 규합해 대항하였고, 황태후 응우옌티응옥또는 까오방의 아오아이(奧隘)로 달아났으며, 청나라로 사신을 보내 구원을 청하였다.

#### 청나라가 출병하여 민제의 복위를 돕다

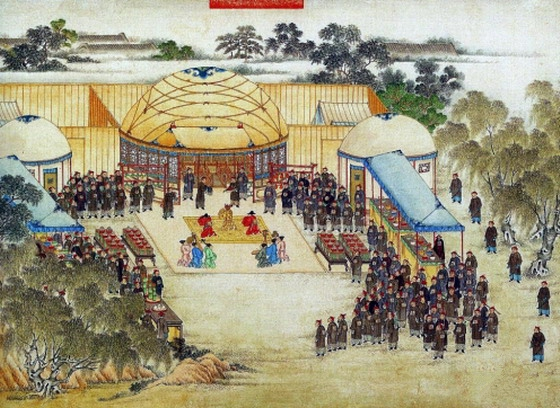
민제가 손사의의 군영에서 청나라의 책봉을 받는 모습

이와 동시에 부반념은 탕롱에서 할거 및 자립을 도모하였으나 응우옌후에가 병사를 내어 부반념을 기습해 살해하였다. 응우옌후에는 응오반서(吳文楚)가 대신 부반념의 무리를 거느리도록 하였다. 후 레 왕조의 구원 요청 서신이 청나라의 남녕(南寧)에 도착하자 청나라의 양광총독(兩廣總督) 손사의, 순무(巡撫) 손영청(孫永淸)은 이를 건륭제에게 상주하였다. 건륭제는 손사의를 파견해 안남(安南, 베트남)으로 출병하도록 하여 후 레 왕조의 회복을 시도하였다.
청나라의 대군이 침입한다는 소식이 베트남에 전해지자 떠이선 군은 크게 놀랐고, 분분히 무너져 흩어졌다. 민제는 선남(山南)의 인마를 규합하였고, 민제의 동생 레주이따 또한 뚜옌꽝, 흥호아(興化) 일대에서 유신(遺臣)들을 규합해 청나라군에 협조하였다. 소식이 탕롱에 전해지자 떠이선 군의 장수 응오반서는 탕롱이 방어하기 어려움을 알고 성을 포기한 뒤 땀디엡산(三疊山, 닌빈성과 타인호아성 경계에 위치)으로 물러났다.
손사의는 청군을 이끌고 탕롱에 진입하였고, 민제도 탕롱으로 와서 손사의를 방문하였다. 손사의는 군영에서 건륭제의 조서를 낭독한 뒤 사전에 준비한 새수(璽授)를 민제에게 주고 그를 안남국왕(安南國王)으로 책봉하였다.
민제는 나라를 되찾은 뒤 일체의 행동이 손사의의 제약을 받았다. 민제는 명의상 안남국왕이었지만 실제 모든 권력은 손사의의 수중에 있었다. 또한 손사의가 있었으므로 민제는 조서를 반포할 때 함부로 자신의 찌에우통 연호를 사용하지 못했고, 청나라의 건륭 연호를 사용하였다. 민제는 매일 손사의의 군영에 가서 그를 방문해야 했고, 정치 전반에 대해 손사의의 말을 들어야 했다. 나가서 행차할 때도 의장대가 없었고, 다만 문신 및 무장 십여 명이 따랐으며, 탕롱의 백성들은 민제의 행차를 보고서도 그가 황제임을 거의 몰랐다. 우연히 민제를 알아본 사람들은 모두 몰래 안남에 이렇게 비굴한 황제가 나타난 적이 없었다며 비난하였다. 손사의는 민제를 접견하지 않을 때에는 간단하게 전령병을 시켜 일이 없다고 통보하고 민제를 돌려보내 쉬도록 했다. 후 레 왕조의 유신들은 모두 실망하였지만 어찌할 수가 없었다.
여러 신하들이 일찍이 떠이선 군에 붙은 관원들을 처벌할 것을 주청하였고, 민제는 이에 그들 관원들을 투옥시키거나 면직시켰다. 민제가 막 복위했을 때 적지 않은 사람들이 와서 의탁하였는데, 민제는 모든 사무를 손사의가 관리하도록 하니 손사의는 도리어 이들을 눈앞의 이익에만 급급하였다고 질책하였다. 청나라군은 스스로 공이 있다고 여기고 베트남인들을 업신여겨 심지어는 모욕을 가하기도 했다. 또한 민제가 여러 신하들에게 논공행상을 진행할 때 다만 자기를 따라 도망쳤던 사람만 대우하였으므로 기타 공이 있는 대신들은 중용을 받지 못했다. 이 일은 유신들의 마음을 잃게 만들었다. 또한 민제는 속이 좁은 성격이어서 종실의 여인들 중 떠이선 왕조의 장수들에게 시집가 임신한 이들이 있자 민제는 사람을 시켜 그들의 배를 가르고 아이를 죽이도록 하였다. 숙부 세 명의 발을 도끼로 잘라내어 궁시(宮市)에 두고 대중들이 보도록 하니 인심이 불안해졌다. 황태후 응우옌티응옥또가 까오방에서 탕롱으로 돌아왔는데 민제가 한 행위를 보고는 화가나서 궁에 들어가기를 거부했다. 이후 응우옌후이뚝(阮輝宿)이 권유하자 비로소 궁에 들어가 거주하였다.

#### 다시 나라를 잃고 청나라로 망명하다
손사의는 탕롱을 점령한 뒤부터 매일밤 음주와 향락을 즐겼으며, 방비를 하지 않았다. 이와 동시에 응우옌후에는 떠이선 군을 이끌고 북상하여 응에안에서 충분한 휴식과 정비를 가진 뒤 섣달그믐과 춘절 기간에 청나라군을 향해 총공세를 펼쳤다. 청나라군은 전혀 방비가 없었으므로 대패하였고, 손사의는 패잔병을 거느리고 청나라 경내로 도망쳐 돌아갔다. 민제 또한 사람을 시켜 황태후와 자신의 원자 레주이투옌(黎維詮)을 데리고 진남관(鎭南關)에서부터 청나라 경내로 도망쳐 들어가게 했고, 그들은 남녕(南寧)에 안치되었다. 후 레 왕조의 유신인 레주이안(黎維𥙔), 딘냐호아인(丁迓衡), 딘린전(丁令胤) 등도 잇달아 민제를 따라 남녕으로 도망쳤다. 민제의 동생 레주이찌(黎維祗)는 황비(皇妃) 응우옌티낌(阮氏金)을 보호하여 청나라로 달아날 준비를 하였으나 도로가 막혔고, 이에 뚜옌꽝에서 유신들을 규합해 떠이선 군에 대항하였다. 그러나 레주이찌는 패배하고 사로잡혀 살해되었고, 응우옌티낌은 민간으로 유랑하였다.
손사의의 패전 소식이 북경에 전해지자 건륭제는 크게 노하여 손사의를 양광총독의 직에서 파면한 뒤 복강안(福康安)이 대신하도록 하였다. 동시에 손사의를 북경으로 징소하여 대죄하게 했다. 건륭제는 복강안에게 명을 내려 아홉 성의 병마를 지휘 감독하게 하여 재차 베트남을 정벌할 준비를 했다. 그러나 복강안은 떠이선 군이 강대함을 알았고, 군사를 멈추고 움직이지 않았다. 응우옌후에는 마침내 금화를 복강안, 화신에게 뇌물로 주고 비굴한 언사로 화친을 구하였다. 건륭제는 철병하자는 건의를 수용하고 응우옌후에게 입조할 것을 요구하였다. 이에 응우옌후에는 부장을 자신처럼 가장시켜 북경에 보내 건륭제를 조현하게 했다. 건륭제는 크게 기뻐하여 그를 안남국왕으로 책봉하였다. 또한 두 차례나 황위를 잃은 민제에게는 하늘이 후 레 왕조를 포기하였다고 여겨 다시 그를 지지하지 않았다.
복강안은 주연을 차리고 민제를 초대하였고, 민제에게 안남은 매우 덥고 때는 한여름이니 출정하기 적당치 못하다고 하였고, 가을이 오기를 기다리면 즉시 출병하여 떠이선 왕조를 토벌할 것이고, 후 레 왕조의 유신들이 선봉에 서기를 희망한다고 했다. 동시에 민제에게 떠이선 왕조를 토벌할 때 응우옌후에의 무리에게 드러나 암살당하는 것을 피하기 위해 잠시 변발을 하고 청나라의 복장을 갖추기를 건의하였다. 민제는 이에 동의하고 제일 먼저 변발을 하고 의복을 바꾸었다. 유신들도 임금이 그렇게 한 것을 보고 분분히 변발을 하고 의복을 바꾸었다. 이는 사실상 복강안이 건륭제의 비위를 맞추기 위해 벌인 것이었고, 복강안은 안남으로 출병할 계획이 근본적으로 없었다. 레꾸인은 이를 좇지 않아 남녕에서 수감되었다.
복강안은 민제 일행을 기만하여 변발하고 의복을 바꾸게 한 뒤 건륭제에게 상주하여 민제가 이미 나라를 되찾으려는 마음을 버리고 중국에서 편안히 살기를 원한다고 하였다. 건륭제는 상주를 접한 뒤 민제 일행을 북경으로 옮겨 거주하도록 했다.

### 청나라에서의 망명 생활
1790년, 민제 일행은 북경에 도착하였고, 건륭제는 그들을 한군팔기(漢軍八旗)에 편입시켰다. 건륭제는 민제, 황태후, 원자 레주이투옌을 북경의 안정문(安定門) 국자감 건물 곁에 안치시키고 그곳을 서안남영(西安南營)이라고 불렀다. 후 레 왕조의 유신들은 동직문(東直門) 양포(羊鋪) 건물 곁에 안치시키고 그곳을 동안남영(東安南營)이라고 불렀다. 규정대로 식량을 지급하였고, 자유롭게 왕래하도록 허락했다. 건륭제는 또한 양황기(鑲黃旗)의 도통(都統) 금간(金簡)을 파견해 민제에게 좌령직(佐領職)과 세습삼품관함(世襲三品官銜)을 수여하였다. 다만 민제는 나라를 되찾겠다는 희망이 여전히 남아 있어 여러 차례 금간의 부저(府邸)에 가서 청나라 조정이 떠이선 왕조를 토벌하는 병사를 내어 줄 것을 청하는 글을 올렸다. 다만 이들 서신들은 모두 화신이 금간을 시켜 가로막도록 했고, 건륭제가 알지 못하게 했다. 민제에게는 각종 이유를 들어 얼버무림으로써 회피하였다. 민제는 크게 실망하여 최후에는 유신들을 이끌고 죽음을 무릅쓰고 표를 올려 청나라가 출병하여 뚜옌꽝, 흥호아 일대를 공격해 떨어뜨린 뒤 그 지역으로 후 레 왕조의 제사를 받들게 해 주어 이전에 명나라가 막 왕조의 자손들을 대우한 고사와 같이 해 달라고 요청하였다. 만약 청나라 조정이 응답하지 못한다면 즉시 유신들을 이끌고 죽음을 무릅쓰고 바다를 건너 자딘으로 가서 그곳을 지키는 응우옌푹아인에게 의탁하려고 하였다. 화신 등은 이전에 그들이 변발하고 의복을 바꾸게 된 진상을 건륭제가 알게 될까 두려워하였고, 이에 상주하여 이는 민제의 본의가 아니며 유신들이 뒤에서 공작을 펼친 것이라고 하였고, 또한 유신들을 각지로 유배시키기를 건의하였다. 이에 건륭제는 명을 내려 후 레 왕조의 수많은 유신들을 구류한 뒤 신강, 아무르강, 길림, 열하, 봉천 등지에 안치시켰다. 민제의 곁에는 오직 팜딘티엔(范廷僐)과 딘냐호아인(丁迓衡) 두 문신만 남아 시중을 들게 되자 민제는 계획을 취소할 수 밖에 없었고, 계속 북경에 거주하였다.
1792년, 민제의 아들 레주이투옌 이 천연두에 걸려 죽었다. 오래지 않아 민제 본인도 애통해 한 나머지 병에 걸려 쓰러졌고, 이때 레후이브엉(黎輝旺)이 민제를 모시며 수고를 다하자 민제는 마침내 그를 양아들로 삼아 이름을 고쳐 레주이캉(黎維康)이라고 한 뒤 후계자로 삼았다. 이듬해 1793년에 민제 또한 사망하니 향년 28세였다. 청나라 조정은 그를 공작의 의례로 북경 동직문 밖 광릉(廣陵)에 장사지냈고, 레주이캉으로 하여금 좌령직을 세습하도록 명하였다. 1799년, 황태후 응우옌티응옥또 또한 서안남영에서 병으로 사망하였다.
1798년, 응우옌 주의 세력이 날로 강대해지자 응우옌푹아인은 병부우참지(兵部右參知) 응오년띤(吳仁靜)을 광동으로 파견해 민제의 소식을 찾도록 했고, 그를 맞이해 귀국 및 복위시키려고 하였다. 응오년띤은 민제가 이미 북경에서 사망하였음을 알고 되돌아갔다. 1802년, 응우옌푹아인이 떠이선 왕조를 멸망시키고 투언호아에서 응우옌 왕조를 세운 뒤 청나라에 사신을 보내 책봉을 청했다. 이에 후 레 왕조의 유신들은 표를 올려 안남으로 되돌아가겠다고 주청하여 가경제의 허락을 받았다. 민제의 생전 뜻을 살펴 유신들은 1804년에 민제, 황태후, 원자 레주이투옌 및 충신 응우옌비엣찌에우(阮曰肇), 응우옌반꾸옌(阮文涓)의 유해를 함께 안남으로 돌려보냈다. 베트남의 여러 전설에 따르면 후 레 왕조의 유신들이 민제의 관을 열었을 때 시체는 이미 백골만 남았지만 오직 검붉은 심장 하나만이 여전히 썩지 않고 남아 있었다고 한다. 민제의 황비 응우옌티낌은 민제의 유해가 돌아왔다는 소식을 알고 가서 조문한 뒤 독약을 먹고 자살해 순사(殉死)하였다. 그들의 유체는 모두 레 현종의 능인 반석릉(盤石陵)에 부장되었다.
민제 사후 후 레 왕조의 유신들은 의황제(誼皇帝)란 사시(私諡)를 올렸는데, 또한 나라를 떠나 달아났다고 하여 출제(出帝)라고 불리기도 했다. 끼엔푹 원년(1884년), 응우옌 왕조 조정은 뜨득 황제의 뜻을 받들어 민제를 민황제(베트남어: Mẫn hoàng đế / 愍皇帝)로 추시하였다.

## 평가
- 베트남의 역사학자 쩐쫑낌은 자신의 저작인 《월남사략》에서 응우옌후에가 찐 주를 무너뜨린 뒤 북하 지역의 대권은 완전히 민제가 장악하게 되었는데, 이는 자립하여 대업을 이룰 수 있도록 왕조를 다시 세우는 드문 기회였지만 민제의 우유부단함과 당시 조정에 인재가 부족한 것 때문에 다시 혼란을 불러왔고, 마침내 후 레 왕조도 무너지게 되었다고 하였다.[28]
- 《황려일통지(皇黎一統志)》에서는 민제가 제왕의 상을 지녔지만 제왕이 응당 갖춰야 할 소질이 부족했고, 어린 나이에 기운이 성했지만 정치 경험이 부족한데다 사람을 쓰는 데 능하지 못했으므로 결국 실패하게 되었다고 한다.
- 민제가 청나라의 도움을 받아 제위를 되찾으려 시도한 것 때문에 베트남 공산당의 학자들은 민제를 매우 부정적으로 평가하였고, 그에 대해 '부패 무능한 꼭두각시 황제', '적군에 비굴하게 아첨하여 수치를 모르고 비열한 지경에 이르렀으며, 국내 인민들에게 극도로 잔인하고 야만적이었다'고 말한다.[29]

## 가족
- 부친: 레주이비
- 모친: 민태후(愍太后) 응우옌티응옥또(阮氏玉素)[3][4]
- 아내
  - 황후: 응우옌티응옥투이(阮氏玉端)[3][4]
  - 황비: 응우옌티낌(阮氏金)
- 아들
  - 레주이투옌(黎維詮)[3][4]: 《대월사기전서속편》에는 원자(元子)라고 칭함
  - 레주이캉(黎維康): 양자, 본명은 레후이브엉(黎輝旺)

## 기년
| 민제        | 원년            | 2년        | 3년        |
| ----------- | --------------- | ---------- | ---------- |
| 서력 (西曆) | 1787년          | 1788년     | 1789년     |
| 간지 (干支) | 정미(丁未)      | 무신(戊申) | 기유(己酉) |
| 연호 (年號) | 소통(昭統) 원년 | 2년        | 3년        |

## 참고 문헌
- 쩐쫑낌, 《월남사략》
- 응오시리엔 등, 《대월사기전서》
- 베트남사회과학위원회(越南社會科學委員會), 《베트남역사(越南歷史)》
- (중국어) 《청사고(淸史稿)·열전(列傳)314·속국(屬國)2·월남(越南)》
- (영어/베트남어/중국어) “Hội Bảo tồn Di sản chữ Nôm - 《대남정편열전초집(大南正編列傳初集)》권30《위서열전(偽西列傳)》”. 2009년 2월 27일에 원본 문서에서 보존된 문서.

| 전 임 현종 | 제28대 대월 후 레 왕조의 황제 1786년 ~ 1789년 | 후 임 (후 레 왕조 멸망) 광중제(서산조) 여유강(좌령직) |